# 林姜寺
林姜寺，位于中国广东省潮州市饶平县钱东镇，为饶平县文物保护单位，类型为古建筑，公布时间为1988年10月。
林姜寺的历史年代为宋代。